# 池田町イタノ
池田町イタノ（いけだちょうイタノ）は、徳島県三好市の町名。郵便番号は778-0014。

## 地理
北は池田町ウヱノ、東は池田町シンマチ、南は池田町中西、西は吉野川を挟んで田町白地にそれぞれ接する。

### 河川
- 吉野川

## 歴史
- 2006年（平成18年）3月1日 - 三好郡池田町が三野町・山城町・井川町・東祖谷山村・西祖谷山村と合併して三好市が発足し、現在の町名となる。

## 世帯数と人口
2021年（令和3年）12月31日現在の世帯数と人口は以下の通りである。
| 町丁         | 世帯数 | 人口  |
| ------------ | ------ | ----- |
| 池田町イタノ | 92世帯 | 192人 |

## 小・中学校の学区
市立小・中学校に通う場合、学区は以下の通りとなる。
| 番地 | 小学校             | 中学校             |
| ---- | ------------------ | ------------------ |
| 全域 | 三好市立池田小学校 | 三好市立池田中学校 |

## 施設

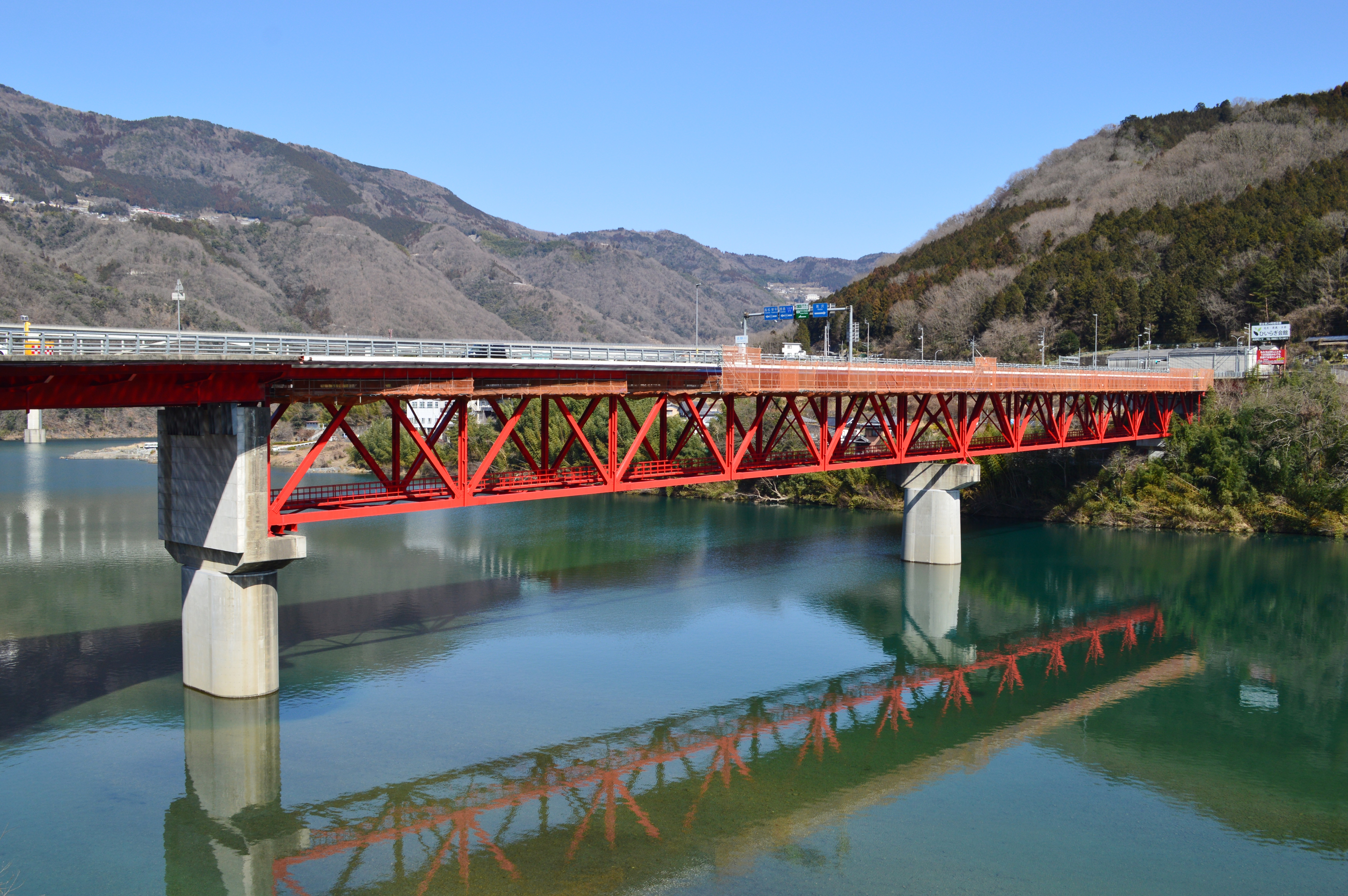
池田大橋

### 公共施設
- 吉野川運動公園
  - 吉野川運動公園野球場（池田球場）
- 板野市民プール

### 社寺
- 正八幡宮

### 企業
- 池田観光バス

## 交通

### 鉄道
- 地内に駅はなく、最寄り駅はJR土讃線 阿波池田駅

### 道路
高速
- 徳島自動車道

国道
- 国道319号

### 橋梁
- 池田へそっ湖大橋 - 徳島自動車道。吉野川。
- 池田大橋 - 国道319号。吉野川。